# 포스코플랜텍 (1987~2013년 기업)
포스코플랜텍(POSCOPLANTEC)은 철강설비, 산업설비, 물류설비, 기계제작 사업을 하는 대한민국의 기업이다. 1991년에 포스코의 자회사로 창립하였다.

## 사업영역
- 플랜트 사업: 화공기기, 담수, HRSG, 철탑, 발전, 원자력 설비, 철강설비, 산업설비, 물류설비, 기계제작 사업
- 모듈사업: Module&Skid, 해양플랜트 Module, 조선 Block

## 역사
1982년 4월 1일 창립한 포스코의 자회사로 창립한 포스코플랜텍은 1984년 동양철관의 포항공장을 인수한 뒤 철 구조물을 만들기 시작했다. 1985년 제철정비철구공업(주)으로 회사 이름을 바꾸고 집진기 사업추진반을 신설하면서 엔지니어링 사업에 첫 발을 내디뎠다. 1986년부터 1994년까지 포항과 광양제철소 고로와 소결공장 등 턴키 방식으로 공급한 실적은 여과집진가 63건과 전기집진기 26건 등 총 89건을 수행하였다. 1987년부터 일반건설업에 진출하여 국제상사, 서울힐튼호텔, 서울프레스센터, 싱가폴의 Cecil빌딩, 일본 TMP쇼핑센터 등 고층빌딩을 건립하였으며, 88올림픽대로, 중앙선 철교, 말레이시아 고속도로 등 철구사업을 바탕으로 교량건설 사업에 참여하였다.
1989년 4월에는 포항항 합리화 원료처리 프로젝트를 시작으로 같은 해 10월 포항 P1R2 원료수송설비, 1991년 1소결 합리화 컨베이어 설비를 공급하여 물류시스템 엔지니어링 사업을 확장시켜 나갔다. 또한, 소결합리화, 고로개수 등 전문설비 프로젝트에도 사업영역을 넓혀 나갔다.
1991년 5월 건설사업과 1994년 12월 환경사업을 포스코건설로 이관한 것을 비롯하여 기타 사업분야를 구조조정하면서 회사의 사업영역이 크게 위축되었다. 그러나 포스코플랜텍은 1994년 4월 사명을 포철산기로 바꾸고 기계제작 사업과 철강설비 엔지니어링 사업에 역량을 집중해 나갔다. 동양기공을 인수하여 신규 공작기계를 도입하고 공장을 합리화 하는 등 엔지니어링 사업을 뒷받침할 설비제작 사업을 강화하였다. 1996년 10월 우리나라의 최대 국책사업인 인천국제공항 1단계 수하물처리시스템(Baggage Handling System)을 수주함으로써 포스코플랜텍이 위기를 극복하고 새롭게 도전할 수 있는 기회를 마련하였다. 2000년 4월에는 서울사무소를 개소하여 국/내외 프로젝트 수주에 적극적으로 참여하여 엔지니어링 회사로서의 역량을 키워 나갔다.
2001년 3월 인천국제공항 1단계 수하물처리시스템(Baggage Handling System)을 성공적으로 공급한 포스코플랜텍은 2004년 12월, 2단계 수하물처리시스템까지 수주하여 2008년 6월 공급함으로써 이 분야에 국내 선두기업으로 나서게 되었다. 위기를 극복하고 엔지니어링 회사로 성장하기 위해 노력한 결과 2005년도에는 회사 창립이래 최초로 2천억원의 매출을 달성함으로써 도약을 위한 발판을 마련하였다. 2004년 7월 말레이시아 수력발전소 수문설비 프로젝트, 2006년 8월 대만 흥달화력발전소 석탄취급설비, 2006년 5월 태양광, 풍력, 바이오 등 5개 분야에서 신재생에너지 전문기업으로 지정 받아 이 분야에 적극적으로 진출하여, 2008년 6월 포항제철소 지붕에 국내 최초로 1MW급 태양광 발전설비를 공급한 것을 시작으로 같은 해에 창녕, 고흥, 부안, 해남에 총 5MW의 태양광 발전설비를 건설하여 녹색에너지 사업에 선도적인 역할을 수행하였다. 
2010년 포철기연과 통합하면서 회사 이름을 지금의 (주)포스코플랜텍으로 변경했다. 포스코플랜텍의 주력 사업은 플랜트 관련 설비를 생산하는 일이다. 포항과 광양제철소의 제철 설비를 비롯해 댐과 발전시설에 사용되는 산업설비, 공항 수하물처리시스템과 물류센터 등 물류설비, 태양광과 풍력발전소 등에 사용되는 신재생에너지 설비 등을 주로 만든다. 제철 분야에 사용되는 롤러 등 산업용 기계도 제작하고 있다. 본사 포항을 중심으로 광양과 서울 등 대한민국에 3개의 사업장을 두고 있으며 말레이시아와 대만에 해외 사업장이 있다.